# Anselmo Roveda
Anselmo Roveda (Genova, 19 aprile 1972) è uno scrittore italiano.

## Biografia
Vive nella città natale e si occupa di letteratura come autore, critico e traduttore; è vicedirettore e coordinatore editoriale della rivista mensile Andersen, fondata nel 1982 da Gualtiero Schiaffino, e membro della giuria del Premio Andersen. Insegna Sceneggiatura II (Analisi delle strutture narrative e elementi di scrittura creativa) all'ISIA di Urbino. Ha curato edizioni e traduzioni da Frédéric Mistral, Alphonse Daudet, Martin Piaggio, Joan Salvat-Papasseit e Rafael Pombo. Studioso di tradizioni popolari, letteratura e immaginario ha pubblicato volumi sui repertori orali e sulle creature fantastiche del folclore ligure. È autore di radiodrammi, racconti, poesie e opere di letteratura per ragazzi in italiano e in genovese.

## Opere

### Letteratura per ragazzi
- Il giorno in cui il leone regalò una coda agli animali (2005). ISBN 88-89385-39-1.
- La bella sposa grassa (2006). ISBN 88-89385-67-7.
- Il cammello che sapeva leggere (2007). ISBN 978-88-6189-001-5.
- E la rana come fa? Kerokero, cruà-cruà (2007). ISBN 978-88-7609-099-8.
- Fiabe liguri illustrate (2007).
- T'ho detto Z (2008). ISBN 978-88-7609-108-7.
- Rosso papavero (2009). ISBN 978-88-7874-118-8.
- Il sofà di Bamako (2009). ISBN 978-88-89532-36-2.
- Una partigiana di nome Tina (2010). ISBN 978-88-89532-38-6.
- Le paure fanno pace (2010). ISBN 978-88-95734-51-4.
- Ada decide (2011). ISBN 978-88-7609-184-1.
- E vallo a spiegare a Nino (2011). ISBN 978-88-89532-59-1.
- Ocattaccati (2011). ISBN 978-88-95734-66-8.
- Al lavoro! (2012). ISBN 978-88-89532-88-1.
- L'ombra del lupo (2012). ISBN 978-88-89532-79-9.
- La camera delle meraviglie. I segreti del castello del Dottor Cattivelli (2013). ISBN 978-88-98346-00-4.
- Il meraviglioso viaggio di Pinocchio (2013). ISBN 978-88-592-0163-2.
- Missione Vesta (2014). ISBN 978-88-98346-13-4.
- Nati liberi (2014). ISBN 978-88-8222-351-9.
- Il trattore della nonna (2014). ISBN 978-88-592-0550-0.
- Il pidocchio e la pulce (2015), bilingue italiano-genovese. ISBN 978-88-98782-03-1.
- L'ululato del lupo (2016). ISBN 978-88-98346-55-4.
- La donnetta che andava alla fiera (2016), bilingue italiano-genovese. ISBN 978-88-98782-06-2.
- Una partigiana di nome Tina (2017), nuova edizione ampliata. ISBN 978-88-98346-74-5.
- Nino e la mafia (2017; nuova edizione di E vallo a spiegare a Nino, 2011). ISBN 978-88-98346-77-6.
- Gastaldo (2017). ISBN 978-88-98346790.
- Le avventure dei pirati di Capitan Salgari (2018). ISBN 9788859238621.
- L'Angelo di Ali. Angelo Dundee e Muhammad Ali (2018). ISBN 9788898346943.
- Dimmi (2019). ISBN 9788894247732.
- E ciù belle föe (a cura, con A. Acquarone, 2019), in genovese.  ISBN 978-88-5503-111-0.
- Atlante delle avventure e dei viaggi per terra e per mare (2019). ISBN 8859257581.
- Quando gli animali non avevano la coda (2020). ISBN 8861896308.
- Atlante dei luoghi immaginati (2020). ISBN 8859273277.
- Atlante dei viaggi straordinari e degli inconsueti mezzi di trasporto per compierli (2021). ISBN 8859279208.
- Barban, fate, tritoni e altri esseri fantastici della Liguria (2021). ISBN 8894304086.
- L'altalena di chi è? (2021). ISBN 979-1259960238.
- Atlante delle dimore inconsuete e fantastiche (2022). ISBN 8859280346.
- Il furto di Natale (2022). ISBN 8866992100.
- Mani-Moen. Filastrocche genovesi per giocare (anche) con le mani (2023) ISBN 9788898782260.
- Atlante dei mostri e degli spaventi (2023) ISBN 9788859289845.
- Atlante delle storie di Jack London (2024) ISBN 9788859292296.

### Poesia
- A farta d'euio de framboase into sangue spantegou (La mancanza di olio di lamponi nel sangue sparso, 2006), in genovese. ISBN 88-456-0807-7.
- Rafataggi (Frattaglie, 2016), in genovese. ISBN 978-88-6438-673-7.
- Abrexê do çê (Compendio del cielo, 2024), in genovese. ISBN 9788864388021.

### Radiodrammi
- Platano fritto (2007)
- La vita di Angelica (2008)

### Saggi
- Pupun de pessa. Ninna nanne e orazioni della buonanotte nella tradizione ligure (2005)
- Quelli della Gorgona. La marineria di Camogli, l'epopea del leudo e la pesca delle acciughe nell'arcipelago toscano (2007). ISBN 978-88-7529-064-1.
- Barban, bibòu e foé. Dizionario delle figure fantastiche della Liguria (2010). ISBN 978-88-7529-074-0.
- La lingua spagnola in Africa e la letteratura per l'infanzia (2019)
- Fàule, faulas, föe. La fortuna della favolistica nelle lingue regionali degli Stati sabaudi di terraferma tra Restaurazione e Unità d’Italia (1814-1861) (2022)
- Letteratura per l’infanzia in genovese e nelle altre parlate della Liguria linguistica (2022). ISBN 8898782233